# 국악동요제
국악동요제는 1987년에 시작되어 지금까지도 진행하고 있는 대한민국의 동요제이다.
국악동요제는 국립국악원에서 주최하고 문화체육관광부와 삼성문화재단, KBS와 국악방송이 후원하는 동요제이다. 독창적이고 새로운 창작국악동요를 발굴, 보급하고자 시작한 동요제로서, 우리 시대의 창작국악동요의 표본을 제시하는 무대로, 일선 학교 및 작곡가, 일반인이 응모를 하며, 매년 예선과 본선을 거쳐 10여곡의 순수창작국악동요 결선 진출 곡을 가린 뒤, 8월말 국립국악원 예악당에서 결선을 개최하며, KBS 1TV와 국악방송에서 음력 8월 16일, 추석연휴 마지막날에 녹화 방송을 내보낸다.
국악동요제는 우리가락의 흥을 살리는 대한민국의 국악동요로서, 미래를 짊어지고 나갈 어린이들의 맑고 고운 동심에 우리음악의 멋을 더하여 품격과 멋을 겸비한 세계적 리드로 나아가고 있는 동요제다.

## 역대 대회

### 1987년 국악동요발표회[1][2]
| 번호 | 곡명         | 작사              | 작곡   | 편곡   | 노래                 |
| ---- | ------------ | ----------------- | ------ | ------ | -------------------- |
| 1    | 연           | 신현득            | 김남삼 | 이상규 | KBS 어린이합창단 B반 |
| 2    | 아침해       | 김진석            | 김석곤 | 김희조 | KBS 어린이합창단 B반 |
| 3    | 추석         | 이화이            | 김종덕 | 김희조 | KBS 어린이합창단 B반 |
| 4    | 도토리       | 유성윤            | 이문주 | 이상규 | KBS 어린이합창단 B반 |
| 5    | 우리의 설날  | 한석춘            | 이문주 | 이상규 | KBS 어린이합창단 B반 |
| 6    | 산마을       | 최도규            | 신상춘 | 이상규 | KBS 어린이합창단 B반 |
| 7    | 꾀꼬리 노래  | 부여지방 동요가사 | 이성천 | 이성천 | KBS 어린이합창단 B반 |
| 8    | 참새노래     | 용강지방 동요가사 | 이성천 | 이성천 | KBS 어린이합창단 B반 |
| 9    | 박꽃 피던 밤 | 곽역석            | 정문섭 | 이성천 | KBS 어린이합창단 B반 |
| 10   | 바다의 행진  | 이진호            | 정해옥 | 이성천 | KBS 어린이합창단 B반 |
| 11   | 가을         | 이진호            | 황경자 | 김희조 | KBS 어린이합창단 B반 |
| 12   | 그네         | 박연숙            | 허만호 | 김희조 | KBS 어린이합창단 B반 |

### 1988년 국악동요발표회
| 번호 | 곡명          | 작곡   | 작사     | 편곡   | 노래             |
| ---- | ------------- | ------ | -------- | ------ | ---------------- |
| 1    | 달맞이꽃      | 한원섭 | 이진호   | 이성천 | KBS 어린이합창단 |
| 2    | 산길          | 한원섭 | 신현득   | 이성천 | KBS 어린이합창단 |
| 3    | 허재비        | 김석곤 | 한석준   | 이성천 | KBS 어린이합창단 |
| 4    | 두껍아 두껍아 | 정문섭 | 전래동요 | 이성천 | KBS 어린이합창단 |
| 5    | 뒷산에 올라   | 황병훈 | 이진호   | 황병훈 | KBS 어린이합창단 |
| 6    | 눈송이        | 권덕원 | 김원기   | 권덕원 | KBS 어린이합창단 |
| 7    | 끼리 끼리     | 전인평 | 김종상   | 전인평 | KBS 어린이합창단 |
| 8    | 나비의 꽃가게 | 양주섭 | 곽영석   | 양주섭 | KBS 어린이합창단 |
| 9    | 비            | 이문주 | 이슬기   | 김희조 | KBS 어린이합창단 |
| 10   | 가을빛        | 한동찬 | 이진호   | 김희조 | KBS 어린이합창단 |
| 11   | 옥수수        | 김남삼 | 신순애   | 김희조 | KBS 어린이합창단 |
| 12   | 수숫대 울타리 | 황경자 | 신동일   | 이상규 | KBS 어린이합창단 |
| 13   | 달이 떴다     | 이문주 | 신현득   | 이상규 | KBS 어린이합창단 |
| 14   | 강변          | 이성진 | 최도규   | 이상규 | KBS 어린이합창단 |
| 15   | 달무리        | 이광자 | 권오순   | 박일훈 | KBS 어린이합창단 |
| 16   | 연날리기      | 김계영 | 엄성기   | 박일훈 | KBS 어린이합창단 |
| 17   | 자장가        | 전인평 | 신현득   | 전인평 | KBS 어린이합창단 |
| 18   | 물새 발자국   | 백성기 | 선용     | 백성기 | KBS 어린이합창단 |
| 19   | 산길          | 신상춘 | 박영숙   | 박일훈 | KBS 어린이합창단 |
| 20   | 시골버스      | 정승환 | 김재원   | 이상규 | KBS 어린이합창단 |

### 1991년 국악동요발표회
| 번호 | 곡명            | 작곡   | 작사     | 편곡   | 노래                     |
| ---- | --------------- | ------ | -------- | ------ | ------------------------ |
| 1    | 얼싸좋다        | 송택동 | 송택동   | 임진옥 | 조선일보 소년소녀 합창단 |
| 2    | 첫여름          | 김남삼 | 이진호   | 박일훈 | 조선일보 소년소녀 합창단 |
| 3    | 여름바람        | 신상춘 | 박경용   | 박일훈 | 조선일보 소년소녀 합창단 |
| 4    | 이닦기 노래     | 정승환 | 윤이현   | 윤명원 | 조선일보 소년소녀 합창단 |
| 5    | 방아노래        | 이성천 | 고려가사 | 이성천 | 김윤영, 정소희           |
| 6    | 여름            | 한원섭 | 오승희   | 윤명원 | 김진하, 최옥선           |
| 7    | 고추잠자리      | 김남삼 | 정춘자   | 임진옥 | 고은목 어린이 중창단     |
| 8    | 새보기          | 김정자 | 임석재   | 김철호 | 고은목 어린이 중창단     |
| 9    | 우리집에 왜왔니 | 김삼곤 | 이준관   | 전인평 | 고은목 어린이 중창단     |
| 10   | 달무리          | 정문섭 | 원오순   | 윤명원 | 고은목 어린이 중창단     |
| 11   | 꿈              | 우덕상 | 우덕상   | 전인평 | 김건영                   |
| 12   | 제기차기        | 김형자 | 정태모   | 김철호 | 최영준                   |
| 13   | 팽이치기        | 김정실 | 김정실   | 김철호 | 맹승호                   |
| 14   | 새쫓는 소리     | 오세균 | 이정님   | 박일훈 | 과천 어린이 합창단       |
| 15   | 아리랑고개      | 김계영 | 김삼진   | 김계영 | 과천 어린이 합창단       |
| 16   | 개미나그네      | 이순형 | 최옥환   | 전인평 | 과천 어린이 합창단       |
| 17   | 얼레꼴레        | 문원자 | 문원자   | 임진옥 | 과천 어린이 합창단       |
| 18   | 꼴망태기        | 한동찬 | 최병엽   | 전인평 | 과천 어린이 합창단       |

### '92 창작국악동요제
1992년부터 1995년까지는 국립국악원과 EBS가 공동으로 창작국악동요제를 개최하였다.
녹화일 : 1992년 11월 1일(일), 오후 2시
방송일 : 11월 8일(일), 오후 4시 40분 ~ 오후 6시 20분 / EBS TV
장소 : 국립국악원 소극장 (우면당)
진행 : 유열, 김연주
| 번호 | 곡명          | 작사     | 작곡   | 편곡   | 노래                           |
| ---- | ------------- | -------- | ------ | ------ | ------------------------------ |
| 1번  | 모깃불        | 최옥환   | 이순형 | 최동선 | 고잔국교 합창단                |
| 2번  | 술래잡기      | 이성동   | 이성동 | 임진옥 | 이승은                         |
| 3번  | 대보름날      | 신진수   | 신진수 | 김철호 | 조혜미, 허지혜                 |
| 4번  | 그리운 그 밤  | 권오순   | 신상춘 | 임진옥 | 정경화, 이방글                 |
| 5번  | 연            | 서원웅   | 전은주 | 박일훈 | 황현준                         |
| 6번  | 잠자리        | 제해만   | 김진덕 | 최동선 | 정계은, 변진아, 정혜윤         |
| 7번  | 방아타령      | 염근수   | 송택동 | 이병욱 | 김성진                         |
| 8번  | 아기도깨비    | 신현득   | 김종한 | 윤명원 | 이정연                         |
| 9번  | 산길          | 홍정희   | 홍정희 | 박일훈 | 주민아, 주희택                 |
| 10번 | 대추나무 산새 | 염근수   | 정연택 | 이병욱 | 조문희                         |
| 11번 | 반딧불        | 엄성기   | 정운룡 | 윤명원 | 이아람, 최주미, 연수현, 최지영 |
| 12번 | 윷놀이        | 김하나   | 김남삼 | 김철호 | 김겨울                         |
| 13번 | 추석달        | 나성     | 오영환 | 박일훈 | 조경미                         |
| 14번 | 우리형제      | 전래동요 | 장순양 | 임진옥 | 김민우                         |
| 15번 | 연날리기      | 우덕상   | 우덕상 | 김철호 | 이평은                         |

인기상 : 추석달 (작곡 : 오영환)
장려상 : 대추나무 산새 (작곡 : 정연택) / 술래잡기 (작곡 : 이성동)
동상 : 우리형제 (작곡 : 장순양) / 윷놀이 (작곡 : 김남삼)
은상 : 방아타령 (작곡 : 송택동)
금상 : 잠자리 (작곡 : 김진덕)
대상 : 모깃불 (작곡 : 이순형)

### '93 창작국악동요제
녹화일 : 1993년 9월 22일(수), 오후 2시
방송일 : 10월 3일(일), 오후 3시 35분 ~ 오후 5시 / EBS TV
장소 : 국립국악원 소극장 (우면당)
진행 : 유열, 박미숙
| 번호 | 곡명               | 작사   | 작곡   | 편곡   | 노래           |
| ---- | ------------------ | ------ | ------ | ------ | -------------- |
| 1번  | 풍년놀이           | 김종영 | 신상춘 | 이준호 | 김지영 외 3명  |
| 2번  | 도라지꽃           | 김종성 | 정운룡 | 조광재 | 조문희         |
| 3번  | 할머니의 강아지    | 양회성 | 김남삼 | 조광재 | 심현아 외 9명  |
| 4번  | 바람개비           | 박용열 | 이명호 | 조광재 | 곽현영         |
| 5번  | 방울소리           | 최옥환 | 이순형 | 이준호 | 장옥재 외 8명  |
| 6번  | 차전놀이           | 채부심 | 박영근 | 이준호 | 박종진         |
| 7번  | 금도끼 은도끼      | 박영신 | 박영신 | 이준호 | 김효진, 김유경 |
| 8번  | 썰매               | 이원수 | 이성동 | 조광재 | 김소연         |
| 9번  | 교실안에 봄이      | 김교현 | 문원자 | 조광재 | 성진영         |
| 10번 | 이슬               | 최옥환 | 이동재 | 이준호 | 방인선         |
| 11번 | 개구장이 산복이    | 이은구 | 오상문 | 이준호 | 김주영 외 2명  |
| 12번 | 가랑비             | 정래미 | 이정미 | 이준호 | 염유경, 박정언 |
| 13번 | 정월 보름 쥐불놀이 | 이빈가 | 이화정 | 이준호 | 정수진         |
| 14번 | 새재아리랑         | 이재현 | 홍정희 | 이준호 | 주민아 외 3명  |

장려상 : 정월 보름 쥐불놀이 (작곡 : 이화정) / 이슬 (작곡 : 이동재) / 방울소리 (작곡 : 이순형)
동상 : 썰매 (작곡 : 이성동) / 도라지꽃 (작곡 : 정운룡)
은상 : 할머니의 강아지 (작곡 : 김남삼) / 차전놀이 (작곡 : 박영근)
금상 : 개구장이 산복이 (작곡 : 오상문)
대상 : 풍년놀이 (작곡 : 신상춘)

### '94 창작국악동요제
녹화일 : 1994년 9월 6일(화), 오후 2시
방송일 : 9월 19일(월), 오후 6시 15분 ~ 오후 7시 40분 / EBS TV
장소 : 국립국악원 소극장 (우면당)
진행 : 임백천, 김연주
| 번호 | 곡명                   | 작사   | 작곡   | 노래           |
| ---- | ---------------------- | ------ | ------ | -------------- |
| 1번  | 도깨비 방망이          | 박수진 | 김애경 | 고우리 외 6명  |
| 2번  | 들창 밖에는 노래합니다 | 김해영 | 김평주 | 장고은         |
| 3번  | 뜸부기                 | 최옥환 | 이순형 | 최선정 외 3명  |
| 4번  | 바람분다               | 백창우 | 김현숙 | 박경미 외 2명  |
| 5번  | 뱃노래                 | 박성규 | 정연택 | 정진경 외 9명  |
| 6번  | 생일전날               | 최정심 | 최상평 | 김현주         |
| 7번  | 술래잡기               | 김종영 | 오상문 | 신관영 외 3명  |
| 8번  | 술래잡기               | 이동재 | 이동재 | 최정윤         |
| 9번  | 지신밟기               | 김종영 | 박혜정 | 유정선         |
| 10번 | 찜통더위               | 이강산 | 이강산 | 신지영 외 11명 |
| 11번 | 춤                     | 박시애 | 우덕상 | 김대윤         |
| 12번 | 친구사이               | 김교현 | 김종한 | 최민영         |
| 13번 | 탈춤                   | 김경락 | 신진수 | 오동학 외 3명  |
| 14번 | 풍년                   | 이빈가 | 이화정 | 남상훈 외 6명  |

동상 : 도깨비 방망이 (작곡 : 김애경) / 술래잡기 (작곡 : 오상문) / 탈춤 (작곡 : 신진수)
은상 : 술래잡기 (작곡 : 이동재) / 찜통더위 (작곡 : 이강산)
금상 : 뜸부기 (작곡 : 이순형) / 춤 (작곡 : 우덕상)
대상 : 뱃노래 (작곡 : 정연택)

### '95 창작국악동요제
녹화일 : 1995년 10월 5일(목), 오후 3시
방송일 : 10월 14일(토), 오후 4시 50분 ~ 오후 6시 20분 / EBS TV
장소 : 국립국악원 소극장 (우면당)
진행 : 유열, 이상아
| 번호 | 곡명            | 작사   | 작곡   | 노래                                  |
| ---- | --------------- | ------ | ------ | ------------------------------------- |
| 1번  | 강강술래        | 송선영 | 한지영 | 이진경                                |
| 2번  | 땅따먹기        | 장순양 | 장순양 | 이기연 외 3                           |
| 3번  | 정월대보름      | 나성   | 오영환 | 임혜영                                |
| 4번  | 물놀이          | 신현득 | 서희원 | 정현정                                |
| 5번  | 자장가          | 구전   | 고현민 | 김지혜 외 2                           |
| 6번  | 신나게 북쳐보자 | 장시몬 | 오상문 | 김영지 외 5                           |
| 7번  | 탈춤추세        | 이명호 | 이명호 | 신나라 외 4                           |
| 8번  | 굴렁쇠          | 김종영 | 이동재 | 이태희 외 4(푸름이)                   |
| 9번  | 정말정말 이상해 | 조무근 | 황선만 | 허석환 외 1                           |
| 10번 | 가마소 가이     | 염근수 | 김정철 | 이현지 외 6(어린이 노래그룹 작은평화) |
| 11번 | 이슬방울        | 김삼진 | 허윤희 | 이혜진                                |
| 12번 | 어부가          | 장영철 | 정운룡 | 이영주 외 9(부산'고운노래부르기모임') |
| 13번 | 다듬이 소리     | 송명호 | 조원경 | 정혜민 외 4                           |
| 14번 | 보물 찾기       | 김교현 | 신상춘 | 안진영 외 4                           |

대상 : 다듬이 소리 (작곡 : 조원경)

### '96 국악동요제
1996년부터는 국립국악원과 KBS가 공동으로 국악동요제를 개최한다.
녹화일시 : 1996년 11월 1일(금), 오후 5시
방송일시 : 11월 13일(수), 오후 10시 ~ 오후 11시 / KBS 위성 1TV
장소 : 국립국악원 예악당
진행 : 오영실
[본선경연]
| 번호 | 곡명               | 작사   | 작곡   | 노래                                                   |
| ---- | ------------------ | ------ | ------ | ------------------------------------------------------ |
| 1번  | 맷돌               | 선용   | 황선만 | 김범준, 김재현, 김주완, 전충환, 한신, 옥재혁           |
| 2번  | 나의 꿈은          | 이동재 | 장영철 | 조우식, 지윤영, 채주연, 한림, 정주원, 전주현, 이은아   |
| 3번  | 우리 장단 배워보자 | 전지인 | 전지인 | 박선혜, 박계라, 한은정, 김여수, 원보배, 박혜린         |
| 4번  | 아침이슬           | 한석준 | 송예순 | 김영지, 이선주                                         |
| 5번  | 산아이             | 최도규 | 정운룡 | 하주은, 이서경, 이예지, 하주원, 김원경                 |
| 6번  | 메뚜기             | 김종상 | 류지원 | 김영진, 이지윤, 김정은, 배현경, 채우리, 문혜준, 장은아 |
| 7번  | 우리들의 꿈        | 안영선 | 이용탁 | 이동은, 이동주                                         |
| 8번  | 당징지             | 곽혜숙 | 곽혜숙 | 양인정, 김현정                                         |
| 9번  | 내탓이야           | 우덕상 | 우덕상 | 김민정                                                 |
| 10번 | 우리식구 별명      | 김진식 | 김정철 | 어린이 노래그룹 '작은평화'                             |

[위촉작품]
|          | 곡명              | 작사   | 작곡   | 노래                           |
| -------- | ----------------- | ------ | ------ | ------------------------------ |
| 위촉작품 | 그림자            | 임병호 | 이해식 | 백민성                         |
| 위촉작품 | 꽃구름 진달래     | 조념   | 전인평 | 예쁜 아이들                    |
| 위촉작품 | 둥글둥글 둥실둥실 | 송혜진 | 박범훈 | KBS 어린이합창단               |
| 위촉작품 | 사물놀이          | 송혜진 | 채치성 | KBS 어린이합창단               |
| 위촉작품 | 햇빛소리          | 원일   | 원일   | 채치성, 조경자, 채수경, 채길용 |

대상 : 우리식구 별명 (작곡 : 김정철)

### '97 국악동요제
녹화일시 : 1997년 9월 9일(화), 오후 7시
방송일시 : 10월 12일(일), 오전 11시 30분 ~ 오후 1시 / KBS 위성 1TV
장소 : 국립국악원 예악당
진행 : 김병찬, 오영실
[본선경연]
| 번호 | 곡명            | 작곡   | 작사   | 편곡   | 노래                                                                                         |
| ---- | --------------- | ------ | ------ | ------ | -------------------------------------------------------------------------------------------- |
| 1번  | 아기와 노랑나비 | 김종한 | 김종명 | 윤영선 | 조현아, 김은정, 김지현, 이하림, 김민선, 전혜정, 정현정                                       |
| 2번  | 구구단 놀이     | 윤오섭 | 윤오섭 | 김만석 | 김영지, 서은영, 구정연, 김예나, 이나드리                                                     |
| 3번  | 대금소리        | 안재현 | 안재현 | 김명석 | 윤은지, 육여은, 고윤선                                                                       |
| 4번  | 꿈배를 띄우자   | 박혜정 | 김종영 | 조광재 | 김예슬, 김진호, 최재훈, 조윤지, 유연미, 오유진, 김린, 오유진, 김소연, 이경미, 박사라, 홍서희 |
| 5번  | 개나리꽃        | 전지현 | 최정애 |        | 박선혜, 고혜진, 백소연, 최문경                                                               |
| 6번  | 누야생각        | 박선영 | 박지은 | 김만석 | 노내경                                                                                       |
| 7번  | 떡방아          | 이순형 | 최옥환 | 지원석 | 이찬혁, 정수빈, 하석현, 권민종, 김미경                                                       |
| 8번  | 시계            | 이동재 | 조무근 | 조광재 | 김윤석, 박소윤, 최정윤, 김수연, 김태완, 조은비                                               |
| 9번  | 윷놀이          | 오상문 | 공병호 | 윤영선 | 이현주, 백자영, 김지영, 강수진, 이연지                                                       |
| 10번 | 춤추는 바다     | 곽혜숙 | 이순덕 | 김명석 | 박정현, 김지은, 이별아, 박소진, 윤지원, 황정은, 김성은, 이현숙                               |

[위촉작품]
|          | 곡명             | 작사   | 작곡   | 노래               |
| -------- | ---------------- | ------ | ------ | ------------------ |
| 위촉작품 | 또 잊으셨나      | 금나영 | 이병욱 | 김용우, 예쁜아이들 |
| 위촉작품 | 우리교실         | 이진호 | 이상규 | 작은평화           |
| 위촉작품 | 바닷가에서       | 서정슬 | 이종구 | 색동 어린이 합창단 |
| 위촉작품 | 산을 보고 있으면 | 허동인 | 이준호 | 허정윤, 우혜경     |
| 위촉작품 | 연필과 지우개    | 김종상 | 조광재 | 노래친구들         |

가작 : 대금소리 (작곡 : 안재현) / 떡방아 (작곡 : 이순형)
장려상 : 시계 (작곡 : 이동재) / 꿈배를 띄우자 (작곡 : 박혜정) / 춤추는 바다 (작곡 : 곽혜숙)
동상 : 아기와 노랑나비 (작곡 : 김종한) / 개나리꽃 (작곡 : 전지현)
은상 : 누야생각 (작곡 : 박선영)
금상 : 구구단 놀이 (작곡 : 윤오섭)
대상 : 윷놀이 (작곡 : 오상문)

### '98 국악동요제
녹화일 : 1998년 9월 15일(화), 오후 7시 30분
방송일 : 10월 2일(금), 오후 1시 10분 ~ 오후 2시 40분 / KBS 1TV
장소 : 국립국악원 예악당
진행 : 김홍성, 손미나
[본선경연]
| 번호 | 곡명               | 작곡   | 작사   | 편곡   | 노래 |
| ---- | ------------------ | ------ | ------ | ------ | --- |
| 1번  | 옳지 옳지 그래야지 | 류지원 | 엄성기 | 공우영 | 안혜련, 엄정은, 이새롬, 성다혜                                                                                 |
| 2번  | 달팽이             | 김동숙 | 김동숙 | 지원석 | 강민아 |
| 3번  | 운동회             | 김애경 | 박수진 | 김만석 | 김신아, 문은영, 문수진, 이연지, 박지수, 이하림, 여정아, 김지현, 진상희                                         |
| 4번  | 고사리손           | 이정면 | 금나영 |        | 조혜리 |
| 5번  | 생일축하 한마당    | 이인경 | 박정현 | 안현정 | 최고운, 오효진, 유수진, 곽동근, 박찬우, 권정은, 박소미, 박소진, 박정현, 이지은, 라일옥                         |
| 6번  | 겨울나무           | 임선   | 손광세 | 김만석 | 최혁진 |
| 7번  | 서당놀이           | 이기경 | 권기원 | 지원석 | 한은경, 임누리, 진보라, 이혜신, 서민정, 탁지영, 이용범, 김정민, 한송희, 박성민, 이수진, 함소라                 |
| 8번  | 줄다리기           | 고현선 | 강철수 |        | 최영직, 김정윤, 박창현, 이상우, 김유나, 기태연, 장소영, 정원정                                                 |
| 9번  | 웃음이란 선물      | 문원자 | 엄기원 |        | 최병서, 권희주, 김나영, 송예슬, 석경훈                                                                         |
| 10번 | 달궁 달궁          | 이성동 | 윤석중 | 지원석 | 이단비, 조푸름, 강형옥, 김서인, 김종민, 김지홍, 김현지, 김형배, 송태윤, 윤지영, 전병수, 정연원, 한세미, 황의성 |

[위촉작품]
|          | 곡명                | 작사   | 작곡   | 노래                                                                   |
| -------- | ------------------- | ------ | ------ | ---------------------------------------------------------------------- |
| 위촉작품 | 전설을 찾을래요     | 김용우 | 정채봉 | 예쁜아이들                                                             |
| 위촉작품 | 우물가              | 김창완 | 김창완 | 이든                                                                   |
| 위촉작품 | 꿈보따리 희망보따리 | 김철호 | 이홍주 | 노래친구들                                                             |
| 위촉작품 | 여름날              | 오상문 | 임석재 | 정소연, 임소희, 문희나, 김민주, 이민주, 박혜윤, 박혜언, 최보림, 노지현 |

가작 : 옳지 옳지 그래야지 (작곡 : 류지원) / 줄다리기 (작곡 : 고현선)
장려상 : 달팽이 (작곡 : 김동숙) / 가을나무 (작곡 : 임선) / 운동회 (작곡 : 김애경)
동상 : 웃음이란 선물 (작곡 : 문원자) / 고사리손 (작곡 : 이정면)
은상 : 서당놀이 (작곡 : 이기경)
금상 : 생일축하 한마당 (작곡 : 이인경)
대상 : 달궁 달궁 (작곡 : 이성동)

### '99 국악동요제
녹화일 : 1999년 10월 12일(화), 오후 7시
방송일 : 10월 16일(토), 낮 12시 10분 ~ 오후 1시 40분 / KBS 1TV
장소 : 국립국악원 예악당
진행 : 유열, 임성민
[본선경연]
| 번호 | 곡명            | 작곡     | 작사   | 편곡   | 노래                                                                   |
| ---- | --------------- | -------- | ------ | ------ | ---------------------------------------------------------------------- |
| 1번  | 팽이치기        | 최경진   | 최경진 | 최재륜 | 박채리, 강진희, 강미나, 박아름, 고아영, 박소미, 서다혜, 심주연         |
| 2번  | 꽃초롱 별초롱   | 곽혜숙   | 윤복진 | 김나연 | 김나연, 안지영, 이나경, 양유미, 신나래, 이석원, 박정현                 |
| 3번  | 가을잠자리      | 김가나다 | 최갑규 | 백성기 | 이하림, 진상희, 유성진, 조효정, 이보경, 최황작, 김하연, 김현지         |
| 4번  | 잠방울 꿈방울   | 조은희   | 정혜훈 | 이준호 | 박민하, 김소영, 조은혜, 인현진, 김다혜, 이하경                         |
| 5번  | 왕도토리        | 이기경   | 염근수 | 윤영선 | 이효진, 김지훈, 권정은, 송진택, 이지은, 안송이, 이아람, 이정욱, 이지혜 |
| 6번  | 맑은물 흘러가니 | 이순형   | 이순형 | 노부영 | 이찬혁, 하석민, 유정원, 김정현, 조상은                                 |
| 7번  | 타작소리        | 송택동   | 송택동 | 한상일 | 송예슬, 안은별, 이지헌, 장윤라, 이소정, 문효영, 박수정, 송은경         |

[위촉작품]
|          | 곡명                | 작곡   | 작사         | 노래           |
| -------- | ------------------- | ------ | ------------ | -------------- |
| 위촉작품 | 쥐생원              | 계성원 | 신현득(개사) | 대모유치원     |
| 위촉작품 | 하늘이              | 김영동 | 이창건       | 예쁜아이들     |
| 위촉작품 | 새롬이의 세발자전거 | 홍동기 | 박광종       | 이찬호, 김성은 |

대상 : 맑은물 흘러가니 (작곡 : 이순형)

### 2000 국악동요제
녹화일 : 2000년 9월 5일(화) 오후 7시
방송일 : 10월 5일(금) 오후 4시 ~ 오후 5시 20분 / KBS 1TV
장소 : 국립국악원 예악당
진행 : 김홍성, 변우영
[본선경연]
| 번호 | 곡명                  | 작곡   | 작사     | 편곡   | 노래                                                                   |
| ---- | --------------------- | ------ | -------- | ------ | ---------------------------------------------------------------------- |
| 1번  | 방안의 꽃(이쁘고타령) | 고승하 | 김용택   | 공우영 | 김혜선, 남수지, 조아라, 윤혜인                                         |
| 2번  | 우리들 세상           | 류동일 | 류동일   | 이태원 | 엄세원, 김다영, 김수연, 김서영, 우소영, 김다엘, 조혜은, 이지은         |
| 3번  | 별하나 꿈하나         | 김옥기 | 김재원   | 허윤희 | 전선희, 이지향, 최지현, 김현정, 박지선, 정한나, 박선영                 |
| 4번  | 세상 달궁             | 이동재 | 전래가사 | 정동희 | 난우초등학교 민요부                                                    |
| 5번  | 탈춤놀이              | 이성동 | 정구성   | 지원석 | 명성 중창단                                                            |
| 6번  | 동동동                | 김경아 | 김경아   | 김요섭 | 김현혜, 김소영, 김예진, 안성미, 김나윤, 박찬영, 안송이, 김수연, 박정현 |
| 7번  | 솔방울                | 곽혜숙 | 이원수   | 강예원 | 조푸름                                                                 |

[위촉작품]
|          | 곡명         | 작곡   | 작사   | 편곡   | 노래                                                                                                 |
| -------- | ------------ | ------ | ------ | ------ | --- |
| 위촉작품 | 사랑의 꿈    | 김회경 | 덕신   | 김회경 | 이자람                                                                                               |
| 위촉작품 | 내가 지은 집 | 안현정 | 정하나 | 안현정 | 김희정, 맹세창                                                                                       |
| 위촉작품 | 무말랭이     | 이순형 | 이순형 | 김성경 | 정지수, 이지영, 장혜주, 이제화, 엄정윤, 박정현, 신상수, 하근영, 이희정, 안현, 주현주, 김동화, 이성원 |

대상 : 세상 달궁 (작곡 : 이동재)

### 2001 국악동요제
녹화일 : 2001년 9월 25일(화), 오후 7시
방송일 : 10월 5일(금), 오후 4시 ~ 오후 5시 20분 / KBS 1TV
장소 : 국립국악원 예악당
진행 : 심현섭, 홍소연
[본선경연]
| 번호 | 곡명              | 작곡   | 작사     | 편곡   | 노래                                                                           |
| ---- | ----------------- | ------ | -------- | ------ | ------------------------------------------------------------------------------ |
| 1번  | 생일축하 상사도야 | 이성복 | 이성복   | 노부영 | 고현희, 임하영, 정화연, 양승윤, 김재경, 김예지, 김지혜, 김수지, 박인경, 차정은 |
| 2번  | 늴리리 버들피리   | 이기경 | 임석재   | 이기경 | 정은주, 주진희, 정혜승, 이은혜, 최인영, 박송희, 마상흠                         |
| 3번  | 해                | 김성지 | 김희정   | 윤영선 | 양지은, 김진영, 최연욱, 강연정, 최연주, 이해나, 최문석, 김수지, 강연주, 고영주 |
| 4번  | 다듬이 소리       | 김진숙 | 송명호   | 김만석 | 손정민                                                                         |
| 5번  | 조약돌            | 허정미 | 이명주   | 김명석 | 김태성                                                                         |
| 6번  | 할아버지 고향     | 박은영 | 황대익   | 김철호 | 김우건                                                                         |
| 7번  | 할아버지 안경     | 조은희 | 윤복진   | 공우영 | 박정현, 강진희, 김준석, 정원준, 박선영, 이경연                                 |
| 8번  | 두꺼비            | 손정우 | 전래가사 | 유은선 | 안정아, 김은지, 서다혜, 한지윤, 김태희, 김현지, 이윤환                         |
| 9번  | 귀한 말씀         | 우덕상 | 우덕상   | 김민선 | 박정은, 천지민, 이지민, 태혜송                                                 |

[위촉곡]
|        | 곡명            | 작곡   | 작사     | 편곡   | 노래                                                   |
| ------ | --------------- | ------ | -------- | ------ | ------------------------------------------------------ |
| 위촉곡 | 널뛰기          | 이동재 | 전래가사 | 이상균 | 김수연, 장다빈, 김용주, 김미현, 정소라, 이수정, 김다민 |
| 위촉곡 | 간지러워요      | 김삼곤 | 조무근   | 김삼곤 | 최민정, 박수정, 이규임, 박신영, 이영한                 |
| 위촉곡 | 깨어진 새알껍지 | 신동일 | 박목월   | 신동일 | 한음어린이합창단                                       |

대상 : 두꺼비 (작곡 : 손정우)

### 2002 국악동요제
녹화일 : 2002년 9월 3일(화), 오후 7시
방송일 : 9월 21일(토), 낮 12시 10분 ~ 오후 1시 10분 / KBS 1TV
장소 : 국립국악원 예악당
진행 : 김현욱, 홍소연
[경연곡]
| 번호 | 곡명             | 작곡   | 작사     | 편곡   | 노래                                                                                   |
| ---- | ---------------- | ------ | -------- | ------ | -------------------------------------------------------------------------------------- |
| 1번  | 맑고 푸른 숲     | 김희정 | 전지혜   | 김명석 | 송은지                                                                                 |
| 2번  | 콩 넌 죽었다     | 권옥자 | 김용택   | 김명석 | 정우정                                                                                 |
| 3번  | 단비             | 최경진 | 최경진   | 윤영석 | 오태훈, 홍서윤, 이규임, 이영한, 이화진, 박수정                                         |
| 4번  | 반딧불이         | 이은혜 | 이슬기   | 김명석 | 김신은, 최은영, 오세영, 김민진, 오소라, 김지혜, 임성윤, 박귀단, 최문영, 박이슬, 정주희 |
| 5번  | 풀피리           | 유민희 | 김동연   | 윤영선 | 김종인, 김창주, 김찬양, 강율리아, 나수경, 윤서영, 안도형, 백한빛, 백아랑               |
| 6번  | 밤 한톨이 떽떼굴 | 안진현 | 전래동요 | 윤영선 | 김효진, 정희정, 정혜승, 장서희, 백슬기, 서보경, 김인정, 허지원, 문유선                 |
| 7번  | 이슬             | 정우령 | 이슬기   | 변계원 | 김민지, 송지희, 이정은, 정서연, 박준희, 이지은                                         |
| 8번  | 별하나 별둘      | 이기경 | 이기경   | 이기경 | 박소현, 안희련, 정빛나, 이은혜, 최인영, 양기련, 이지효                                 |
| 9번  | 걸음마           | 문원자 | 문원자   | 변계원 | 김수지                                                                                 |

[위촉곡]
|        | 곡명               | 작곡   | 작사          | 편곡   | 노래 |
| ------ | ------------------ | ------ | ------------- | ------ | --- |
| 위촉곡 | 장난꾸러기 빗방울  | 계성원 | 계성원        | 계성원 | 민경제, 이현승, 권유정                                                                                                 |
| 위촉곡 | 나랏말씀이         | 손정우 | 훈민정음 서문 | 변계원 | 안정아, 조성하, 오은혜, 가승진, 박송이, 이세진, 최교령, 김자은, 조혜정, 구세희, 소다미, 최민지, 강소정, 김영조, 김태림 |
| 위촉곡 | 우리들이 사는 세상 | 김정수 | 김정수        | 김정수 | 이혜정, 이희정 |

대상 : 반딧불이 (작곡 : 이은혜)

### 2003 국악동요제
녹화일 : 2003년 9월 2일(화) 오후 7시
방송일 : 9월 13일(토) 낮 12시 10분 ~ 오후 1시 10분 / KBS 1TV
장소 : 국립국악원 예악당
진행 : 김현욱, 홍소연, 박은빈
| 번호 | 곡명              | 작곡   | 작사   | 편곡   | 노래 |
| ---- | ----------------- | ------ | ------ | ------ | --- |
| 1번  | 댕기              | 홍영기 | 이은하 | 이상균 | 정빛나, 오서윤, 서보경, 차예원, 박송희, 정창화, 정좋은, 이정은, 김은정, 윤주현, 백정한, 이지헌, 신유지                                     |
| 2번  | 어깨동무          | 김애경 | 박수진 | 공우영 | 김민지, 임준규, 엄윤주, 김민정, 유민형, 윤종민, 경유정, 한윤주, 김현경                                                                     |
| 3번  | 우리엄마          | 허지영 | 이석현 | 김성경 | 오수영 |
| 4번  | 호박꽃 호박벌     | 이은정 | 박수진 | 공우영 | 남윤지, 손장병, 임수빈, 이유정, 임윤지, 이다전, 김재원                                                                                     |
| 5번  | 쥐불놀이          | 손정우 | 이슬기 | 변계원 | 강소정 |
| 6번  | 시골마을          | 이성복 | 임석재 | 이상균 | 김수지, 차정은, 최고은, 최수지, 이승연, 정다울, 신슬아                                                                                     |
| 7번  | 아기숨소리        | 안은아 | 이성관 | 변계원 | 윤희진 |
| 8번  | 꽃이 피었네       | 이성동 | 최옥선 | 김미림 | 김보람, 박선영, 유현지, 성아름다비, 이시온, 이예은, 이희진, 우현지, 박경언, 소신아, 박재은, 김예슬, 이상희, 강현민, 오한나, 양예원, 조효진 |
| 9번  | 해님눈물 달님눈물 | 김민정 | 김민정 | 윤영선 | 이수란, 이여경, 윤경희, 노화진, 최영민, 원미정, 이옥란, 이영남, 배진승, 배수영, 이윤경                                                     |
| 10번 | 알깨는 병아리     | 김애영 | 양승찬 | 김성경 | 홍서영, 배정민, 배지우, 박혜림, 허욱, 신은지, 박정인, 배지원, 백지연, 엄지, 정진슬, 홍근영                                                 |
| 11번 | 누나생각          | 전우현 | 전우현 | 김미림 | 고아라 |
| 12번 | 강강수월래        | 류정식 | 이슬기 | 윤영선 | 황현한, 김지은, 문신영, 안수진, 최유진, 이희원, 이정윤, 김지수, 오지은                                                                     |

대상 : 시골마을 (작곡 : 이성복)

### 2004 국악동요제
녹화일 : 2004년 9월 7일(화) 오후 7시
방송일 : 9월 25일(토) 낮 12시 45분 ~ 오후 2시 45분 / KBS 1TV
장소 : 국립국악원 예악당
진행 : 김현욱, 홍소연, 박은빈
| 번호 | 곡명                           | 작곡/지도 | 작사   | 편곡   | 노래 |
| ---- | ------------------------------ | --------- | ------ | ------ | --- |
| 1번  | 복조리                         | 김희정    | 김종영 | 윤영선 | 박예니, 윤서원, 이지윤, 공정빈, 김수진, 정희영, 최서윤, 최우석, 옥지윤, 이하림, 김주성, 김채윤                         |
| 2번  | 고양 김매기 소리(자진방아타령) | 김애경    |        | 김만석 | 이나경, 이재연, 엄윤주, 김민정, 유민형, 윤종민, 경유정, 김현경, 한윤주                                                 |
| 3번  | 달놀이                         | 이성동    | 윤석중 | 김만섭 | 이예은, 최효빈, 소신아, 최효림, 박성신, 김예슬, 이하은                                                                 |
| 4번  | 불무불무                       | 김태영    |        | 노부영 | 김진아, 이다솜 |
| 5번  | 달팽이                         | 안진현    |        | 노부영 | 황인조, 엄준식, 윤희수, 이지형, 이준용                                                                                 |
| 6번  | 아기와 노랑나비                | 정우령    | 김종영 | 노부영 | 김지연, 김여설, 김지후, 황한슬, 전상아, 신유섭, 최선경, 황보하영, 한정원                                               |
| 7번  | 죔죔죔 짝짜쿵                  | 이성복    | 이복자 | 김만석 | 고예현, 이민지, 정수연, 김유현, 홍성철, 김한별, 정민경                                                                 |
| 8번  | 몸돌려(고양 논매기 소리)       | 박용진    |        | 윤영선 | 김윤지, 이동재, 김혜인, 안민아, 조경훤, 구혜윤, 김민범, 홍재민, 차수현, 박재현, 최정환, 윤송이                         |
| 9번  | 반달곰 겨울나기                | 홍재근    | 김완기 | 노부영 | 김가은 |
| 10번 | 이거리 저거리 각거리           | 안영준    |        | 윤영선 | 박수진, 박태영, 임그리나                                                                                               |
| 11번 | 시상달궁                       | 류정식    | 이슬기 | 윤영선 | 서정현, 안수진, 이정윤, 최유진                                                                                         |
| 12번 | 어 어리두 배 짓자              | 박경숙    |        | 김만석 | 장영인, 윤형재, 김민중, 김경은, 이지연, 김서우, 최소영, 이송희, 최예은, 윤지현, 이성민, 남상호, 장치근, 주소현, 설동윤 |

대상 : 어 어리두 배 짓자 (지도 : 박경숙)

### 2005 국악동요제
녹화일 : 2005년 9월 6일(화) 오후 7시
방송일 : 9월 17일(토) 오후 1시 20분 ~ 오후 2시 30분 / KBS 1TV
장소 : 국립국악원 예악당
진행 : 김홍성, 노현정
| 번호 | 곡명            | 작곡   | 작사     | 편곡   | 노래                                                                                                 |
| ---- | --------------- | ------ | -------- | ------ | --- |
| 1번  | 개굴개굴        | 전호신 | 이성동   | 변계원 | 박채경, 홍성철, 이지현, 최예본, 오한솔, 조소연, 박소영, 정하은, 안드보라                             |
| 2번  | 소꿉놀이        | 조홍기 | 전래가사 | 이태원 | 박우성                                                                                               |
| 3번  | 달밤            | 이성동 | 윤석중   | 윤영선 | 아리랑 어린이예술단 (김지현, 신아현, 김한빛, 박소은, 정이주, 이소진, 이현빈, 최예진, 김산들, 김지수) |
| 4번  | 꼬방꼬방        | 이수하 | 전래가사 | 윤영선 | 사공민, 이승연, 김수민, 박민지, 배덕우, 송준형, 이헌성                                               |
| 5번  | 불꽃놀이        | 이수지 | 이수지   | 변계원 | 백보현                                                                                               |
| 6번  | 청개구리        | 김애경 | 박수진   | 윤영선 | 윤종민, 김현경, 한윤주, 김소연, 허윤영, 정지윤, 양현무, 김민경, 주예슬, 조소현, 전소현               |
| 7번  | 가을이 깊어간다 | 이은정 | 이슬기   | 윤영선 | 이다정, 이한나, 이소윤, 송다원, 윤서현                                                               |
| 8번  | 콩털이 사랑콩   | 이기경 | 유영미   | 변계원 | 이규빈                                                                                               |
| 9번  | 산마을          | 류정식 | 이성관   | 이태원 | 이지연, 이정은, 이슬우, 정민경, 김예슬, 배은설, 이건화, 소신아                                       |
| 10번 | 봄맞이          | 조아라 | 조아라   | 이태원 | 윤해정                                                                                               |
| 11번 | 거북놀이        | 손정우 | 김명희   | 이태원 | 이지연, 안민아, 김하늘, 이성민, 남상호, 장치근, 구혜윤, 조경훤, 조영재, 설동은, 이은별               |
| 12번 | 사방치기        | 황옥경 | 황옥경   | 변계원 | 백희원, 백지원, 백현준, 양수진, 김한별, 조주영, 황은서, 윤제원                                       |

대상 : 청개구리 (작곡 : 김애경)

### 2006 국악동요제
녹화일 : 2006년 9월 8일(금) 오후 7시
방송일 : 10월 3일(화) 낮 12시 10분 ~ 오후 1시 20분 / KBS 1TV
장소 : 국립국악원 예악당
진행 : 한석준, 고민정
| 번호 | 곡명                 | 작곡   | 작사     | 편곡   | 노래                                                                   |
| ---- | -------------------- | ------ | -------- | ------ | ---------------------------------------------------------------------- |
| 1번  | 하늘바람             | 채기병 | 채기병   | 공우영 | 바람소리 친구들                                                        |
| 2번  | 달맞이 노래          | 이수지 | 이수지   | 황호준 | 밝은소리 중창단                                                        |
| 3번  | 사물악기가 된 도깨비 | 모형오 | 모형오   | 정동희 | 어린이 소리패 "까치소리"                                               |
| 4번  | 코생이               | 박수남 | 박수남   | 고영욱 | 박소영                                                                 |
| 5번  | 댕글 댕글 감형제들   | 이은정 | 채정미   | 공우영 | 윤소현, 송다원, 장윤영, 최은지, 이한나, 윤정인, 송준혁, 안재경, 김민선 |
| 6번  | 하루살이             | 이성동 | 이성동   | 정동희 | 박소은, 강나은, 이조은, 황수민, 박혜민, 김산들, 김지수                 |
| 7번  | 염소                 | 최윤정 | 이상교   | 황호준 | 조소현                                                                 |
| 8번  | 신나는 강강술래      | 윤순희 | 이성관   | 황호준 | 도기원, 이유진, 이하은, 하은조, 김다은, 신선경, 하지연, 황은서, 서지연 |
| 9번  | 메밀묵 찹쌀떡        | 임수연 | 임수연   | 공우영 | 동요드림 중창단                                                        |
| 10번 | 잠자리 꽁꽁          | 류동일 | 류동일   | 정동희 | 예쁜그림 중창단                                                        |
| 11번 | 참새웃음             | 전호신 | 김종영   | 고명욱 | 정이주, 박우용, 김영기, 김다혜, 김한결, 장윤영, 홍성철, 손유림         |
| 12번 | 쇠스랑질 소리        | 안영준 | 전래가사 | 고명욱 | 체리토마토 중창단                                                      |

대상 : 코생이 (작곡 : 박수남)

### 2007 국악동요제
녹화일 : 2007년 9월 7일(금) 오후 7시
방송일 : 9월 24일(월) 오전 10시 15분 ~ 낮 12시 / KBS 1TV
장소 : 국립국악원 예악당
진행 : 전현무, 고민정
| 번호 | 곡명                        | 작곡   | 작사     | 편곡   | 노래                   |
| ---- | --------------------------- | ------ | -------- | ------ | ---------------------- |
| 1번  | 널뛰기                      | 동수연 | 김종영   | 정동희 | 동요를 만드는 아이들   |
| 2번  | 방귀부인                    | 이석진 | 이석진   | 황호준 | 고유정                 |
| 3번  | 한가위                      | 김소영 | 김소영   | 황호준 | 체리토마토 중창단      |
| 4번  | 내 별명                     | 이성동 | 이성동   | 계성원 | 아리랑 어린이중창단    |
| 5번  | 탁탁슥슥 제기차기           | 류동일 | 류동일   | 정동희 | 어울림중창단           |
| 6번  | 눈썹없는 달님은             | 이기영 | 유영미   | 계성원 | 이규빈                 |
| 7번  | 대보름 줄놀이               | 모형오 | 모형오   | 공우영 | 고창동리 어린이 소리패 |
| 8번  | 나물노래                    | 이승복 | 전래가사 | 공우영 | 소리아띠               |
| 9번  | 어깨동무 치동무             | 윤순희 | 윤순희   | 정동희 | 밝은소리 중창단        |
| 10번 | 세상에는 비밀이 없는 법이다 | 최경진 | 정태모   | 황호준 | 김가은, 김하림         |
| 11번 | 까치밥                      | 이수지 | 이수지   | 계성원 | 명성 어린이 중창단     |
| 12번 | 이 빠진 날                  | 김태영 | 김태영   | 공우영 | 애기나리 중창단        |

대상 : 대보름 줄놀이 (작곡 : 모형오)

### 2008 국악동요제
녹화일 : 2008년 9월 5일(금) 오후 7시 30분
방송일 : 9월 13일(토) 오후 3시 40분 ~ 오후 5시 / KBS 1TV
장소 : 국립국악원 예악당
진행 : 김기만, 고민정
| 번호 | 곡명                     | 작곡   | 작사           | 편곡   | 노래            |
| ---- | ------------------------ | ------ | -------------- | ------ | --------------- |
| 1번  | 상상여행                 | 송지선 | 송지선         | 정동희 | 봄꽃빛아이들    |
| 2번  | 시험보는 날              | 이성동 | 이성동         | 계성원 | 노수현          |
| 3번  | 고운비                   | 김보현 | 김보현         | 김보현 | 조현지          |
| 4번  | 나물노래                 | 김용택 | 이성복         | 김성경 | 죽마친구들      |
| 5번  | 자장노래                 | 이민영 | 이민영         | 계성원 | 소리재단사      |
| 6번  | 구리구리 쇠똥구리        | 이은정 | 김원경         | 이정면 | 인지예          |
| 7번  | 함께                     | 김춘남 | 안진영, 김춘남 | 정동희 | 애기나리중창단  |
| 8번  | 내동생                   | 김은지 | 김은지         | 정동희 | 박세영          |
| 9번  | 멸치와 갈치              | 김혜란 | 김혜란         | 계성원 | 밝은소리 중창단 |
| 10번 | 굿거리와 자진모리 이야기 | 류정식 | 류정식         | 이정면 | 최은지, 안재경  |
| 11번 | 고추장떡 먹는날          | 문원자 | 손미경         | 김성경 | 동요랑이 중창단 |
| 12번 | 열려라 참깨              | 김형자 | 이복자         | 이정면 | 반창엽, 반창운  |

대상 : 함께 (작곡 : 김춘남)

### 2009 국악동요제
녹화일 : 2009년 9월 18일(금) 오후 7시
방송일 : 10월 2일(금) 오후 3시 40분 ~ 오후 5시 00분 / KBS 1TV
장소 : 국립국악원 예악당
진행 : 이영호, 윤수영, 이수근
| 번호 | 곡명              | 작사   | 작곡   | 편곡   | 노래            |
| ---- | ----------------- | ------ | ------ | ------ | --------------- |
| 1번  | 짱아짱아 고추짱아 | 박성자 | 김경선 | 김성경 | 딸기와 고구마   |
| 2번  | 모기의 겨울나들이 | 김재한 | 김재한 | 김성경 | 원유리, 원현식  |
| 3번  | 징검다리          | 이성빈 | 이명선 | 안현정 | 소리 재단사     |
| 4번  | 널뛰기            | 이은실 | 이은실 | 김성경 | 아리새 중창단   |
| 5번  | 반찬타령          | 전선   | 전선   | 안현정 | 김소현          |
| 6번  | 매앰맴            | 채정미 | 임수연 | 계성원 | 귀여운 아이들   |
| 7번  | 군밤              | 송지선 | 송지선 | 이정면 | 동요 스케치     |
| 8번  | 놀이하자          | 김일중 | 김일중 | 김일중 | 해맑은 아이들   |
| 9번  | 김장하는 날       | 김혜란 | 김혜란 | 계성원 | 가온누리        |
| 10번 | 만파식적          | 박주만 | 박주만 | 이정면 | 동요드림        |
| 11번 | 이여이여 할망할망 | 유영미 | 이기경 | 계성원 | 이규빈          |
| 12번 | 나무의 노래       | 모형오 | 진성호 | 안현정 | 아름드리 중창단 |

우수상 : 매앰맴 (작곡 : 임수연) / 이여이여 할망할망 (작곡 : 이기경)
대상 : 만파식적 (작곡 : 박주만)

### 2010 국악동요제
녹화일 : 2010년 9월 2일(목) 오후 7시 30분
방송일 : 9월 23일(목) 낮 12시 10분 ~ 오후 1시 30분 / KBS 1TV
장소 : 국립국악원 예악당
진행 : 오언종, 가애란, 황현희
국악동요 창작곡 부문
| 번호 | 곡명               | 작사     | 작곡   | 편곡   | 노래             |
| ---- | ------------------ | -------- | ------ | ------ | ---------------- |
| 1번  | 한 여름의 낮잠     | 이수영   | 윤학준 | 계성원 | 노래마을 아이들  |
| 2번  | 개구리 소풍        | 박혜림   | 박혜림 | 김만석 | 서민지           |
| 3번  | 할머니 무릎        | 김종영   | 류정식 | 김만석 | 예쁜 꼬마 친구들 |
| 4번  | 밥 한그릇          | 김종영   | 안진현 | 황호준 | 임한슬           |
| 5번  | 우리네 바람 이야기 | 이수영   | 노영원 | 황호준 | 희망드림 중창단  |
| 6번  | 날개 달린 오징어   | 박윤미   | 유용재 | 계성원 | 한음 어린이      |
| 7번  | 꽃마을             | 황베드로 | 정희선 | 김만석 | 늘해랑 중창단    |
| 8번  | 종이 꿈나무        | 최은정   | 최은정 | 황호준 | 보라 꿈나무      |

국악동요 부르기 부문
| 번호 | 곡명          | 작사   | 작곡   | 노래                 |
| ---- | ------------- | ------ | ------ | -------------------- |
| 1번  | 널뛰기        | 김종명 | 동수연 | 음악친구들           |
| 2번  | 뱃노래        | 박성규 | 정인택 | 조성윤               |
| 3번  | 메밀묵 찹쌀떡 | 임수연 | 임수연 | 한빛소리 중창단      |
| 4번  | 청개구리      | 박수진 | 김애경 | 봉천 하늘나리 중창단 |

창작곡 부문 우수상 : 날개 달린 오징어 (작곡 : 유용재 / 노래 : 한음 어린이)
부르기 부문 우수상 : 메밀묵 찹쌀떡 (노래 : 한빛소리 중창단)
대상 : 할머니 무릎 (작곡 : 류정식 / 노래 : 예쁜 꼬마 친구들)

### 2011 국악동요제
녹화일 : 2011년 8월 18일(목) 오후 5시
방송일 : 9월 13일(화) 낮 12시 10분 ~ 오후 1시 30분 / KBS 1TV
장소 : 국립국악원 예악당
진행 : 박태원, 정다은, 박성광
국악동요 창작곡 부문
| 번호 | 곡명                | 작사   | 작곡   | 편곡   | 노래             |
| ---- | ------------------- | ------ | ------ | ------ | ---------------- |
| 1번  | 보름달 축제         | 김드리 | 김드리 | 김만석 | 아리나무 중창단  |
| 2번  | 바다왕 멸치         | 이수영 | 김세은 | 황호준 | 해맑은 아이들    |
| 3번  | 틀려도 괜찮아, 어때 | 이옥자 | 진성호 | 계성원 | 애기나리 중창단  |
| 4번  | 씨름놀이            | 박은경 | 박은경 | 김만석 | 포도나무 중창단  |
| 5번  | 별가사리            | 정수은 | 임수연 | 계성원 | 별자리 아이들    |
| 6번  | 제주어 배워보카     | 박순동 | 박순동 | 계성원 | 밝은 소리 중창단 |
| 7번  | 콩깍지              | 조연경 | 조연경 | 황호준 | 소리천사         |
| 8번  | 견우직녀            | 박주만 | 박주만 | 김만석 | 노마 중창단      |

국악동요 부르기 부문
| 번호 | 곡명              | 작사     | 작곡   | 노래                   |
| ---- | ----------------- | -------- | ------ | ---------------------- |
| 1번  | 잠자리 꽁꽁       | 류동일   | 류동일 | 장혜리, 김서연, 이예슬 |
| 2번  | 눈썹 없는 달님은  | 유영미   | 이기경 | 임진호                 |
| 3번  | 꽃이 피었네       | 이성동   | 최옥선 | 어보원                 |
| 4번  | 락락속속 제기차기 | 류동일   | 류동일 | 권정대, 권정교         |
| 5번  | 콩털이 사랑콩     | 유영미   | 이기경 | 고나은                 |
| 6번  | 꽃마을            | 황베드로 | 정희선 | 강서진                 |

국악동요 창작곡 부문
인기상 : 씨름놀이 (노래 : 포도나무 중창단)
우수상 : 씨름놀이 (작곡 : 박은경)
대상 : 견우직녀 (작곡 : 박주만)
국악동요 부르기 부문
우수상 : 콩털이 사랑콩 (노래 : 고나은)
대상 : 꽃이 피었네 (노래 : 어보원)

### 2012 국악동요제
녹화일 : 2012년 8월 31일(금) 오후 5시
방송일 : 10월 1일(월) 낮 12시 10분 ~ 오후 1시 30분 / KBS 1TV
장소 : 국립국악원 예악당
진행 : 조우종, 정다은, 정범균
| 번호 | 곡명                 | 작사   | 작곡   | 편곡   | 노래             |
| ---- | -------------------- | ------ | ------ | ------ | ---------------- |
| 1번  | 뚝배기               | 이광휘 | 김재한 | 정동희 | 소리천사         |
| 2번  | 동래학춤             | 박은경 | 박은경 | 김만석 | 꿈이 크는 아이들 |
| 3번  | 정읍의 자랑          | 배상철 | 배상철 | 김만석 | 동초소리 아랑단  |
| 4번  | 떡을 만들어 보자     | 권미현 | 권미현 | 강솔잎 | 노래마을 아이들  |
| 5번  | 말하나가             | 박희순 | 박상현 | 강솔잎 | 애기나리 중창단  |
| 6번  | 얼쑤 얼씨구          | 선용   | 이성복 | 정동희 | 햇빛나리 중창단  |
| 7번  | 야호 신나는 점심시간 | 권영미 | 권영미 | 정동희 | 조은빈           |
| 8번  | 곤충 자랑            | 현상두 | 현상두 | 이정면 | 아랫범실 아이들  |
| 9번  | 어쩌지               | 권정미 | 현동근 | 강솔잎 | 박소현, 김나영   |
| 10번 | 나의 소원            | 최민지 | 최민지 | 이정면 | 이윤서           |
| 11번 | 닥종이 인형          | 최현식 | 최소영 | 이정면 | 동요드림         |

인기상 : 떡을 만들어 보자 (작곡 : 권미현)
우수상 : 곤충자랑 (작곡 : 현상두)
대상 : 동래학춤 (작곡 : 박은경)

### 2013 국악동요제
녹화일 : 2013년 8월 31일(토), 오후 5시
방송일 : 9월 20일(금), 낮 12시 10분 ~ 오후 1시 30분
장소 : 국립국악원 예악당
진행 : 오승원, 장수연, 신보라
| 번호 | 곡명               | 작곡   | 작사         | 편곡   | 노래               |
| ---- | ------------------ | ------ | ------------ | ------ | ------------------ |
| 1번  | 오줌쟁이           | 김재한 | 김재한       | 원영석 | 태양의아이들       |
| 2번  | 피리 배우기        | 류정식 | 류정식       | 정동희 | 류연서, 류연우     |
| 3번  | 눈꽃마을 아기별    | 이은정 | 이수영       | 이정면 | 김나영             |
| 4번  | 어디만큼 강가      | 조연경 | 조연경       | 강상구 | 음악친구들         |
| 5번  | 아리랑 엄마 사랑   | 윤학준 | 최은정       | 이정면 | 꿈이크는아이들     |
| 6번  | 별마루             | 정성우 | 정수은       | 원영석 | 한승헌             |
| 7번  | 흥겨운 탈놀이 한판 | 황옥경 | 박성자       | 이정면 | 해솔 중창단        |
| 8번  | 한가위             | 조경찬 | 김명희(연우) | 강상구 | 김민지             |
| 9번  | 거문고             | 김여진 | 최경민       | 원영석 | 어린이정가단'아리' |
| 10번 | 난다지 온다지      | 이기경 | 유영미       | 정동희 | 서연지             |
| 11번 | 배꼽시계           | 서은희 | 서은희       | 강상구 | 늘해랑중창단       |
| 12번 | 자치기             | 이규빈 | 유지나       | 정동희 | 이하경, 이하진     |

인기상 : 피리 배우기 (노래 : 류연서, 류연우)
최우수상 : 흥겨운 탈놀이 한판 (작곡 : 황옥경)
대상 : 거문고 (작곡 : 김여진)

### 2014 창작국악동요제
녹화일 : 2014년 8월 29일(금) 오후 5시
방송일 : 9월 9일(화) 낮 12시 10분 ~ 오후 1시 30분
장소 : 국립국악원 예악당
진행 : 한석준, 송소희
| 번호 | 곡명                   | 작사   | 작곡   | 편곡   | 노래                    |
| ---- | ---------------------- | ------ | ------ | ------ | ----------------------- |
| 1번  | 달빛 가야금            | 정수은 | 신은상 | 이정면 | 유정민                  |
| 2번  | 줄타기                 | 박주만 | 박주만 | 김만석 | 정소윤                  |
| 3번  | 상모야 돌아라          | 전구슬 | 전구슬 | 김만석 | 곳고리 중창단           |
| 4번  | 판소리 한마당 벌려보자 | 류정식 | 류정식 | 김만석 | 류연우                  |
| 5번  | 꼬마장군 삼총사        | 홍재근 | 홍재근 | 원영석 | 홍지희                  |
| 6번  | 향발춤                 | 조연경 | 조연경 | 원영석 | 참 춤소리 어린이 국악단 |
| 7번  | 손끝 열매              | 김재한 | 김재한 | 강상구 | 황민서                  |
| 8번  | 촘생이의 기도          | 황금녀 | 오남훈 | 이정면 | 꿈이 크는 아이들        |
| 9번  | 통일 지우개            | 한경아 | 유경수 | 이정면 | 김세훈                  |
| 10번 | 나는야 껌딱지          | 유영미 | 이기경 | 강상구 | 태랑 초등 중창단        |
| 11번 | 둥이 둥이 꼬마둥이     | 정수은 | 배인숙 | 강상구 | 허선혜                  |
| 12번 | 세종대왕의 마음        | 정수은 | 박선영 | 원영석 | 하늘소리 중창단         |

대상 : 향발춤 (작곡 : 조연경)

### 2015 창작국악동요제
녹화일 : 2015년 8월 28일(금) 오후 5시
방송일 : 9월 29일(화) 오후 3시 45분 ~ 오후 5시 / KBS 1TV
장소 : 국립국악원 예악당
진행 : 한상헌, 이슬기, 남상일
| 번호 | 곡명                        | 작사   | 작곡   | 편곡   | 노래                  |
| ---- | --------------------------- | ------ | ------ | ------ | --------------------- |
| 1번  | 꼬르륵 냠냠 쿨쿨            | 이은정 | 이은정 | 이동훈 | 시연이와 준희         |
| 2번  | 아침연기                    | 김종영 | 이재성 | 윤보영 | 계성 샛별 중창단      |
| 3번  | 바람이 깜짝                 | 윤석구 | 정보형 | 심영섭 | 둘둘 친구             |
| 4번  | 자장노래                    | 최유란 | 정혜은 | 서지원 | 정희지                |
| 5번  | 쇠똥구리야                  | 이옥자 | 황옥진 | 박한규 | 이서연, 장유나        |
| 6번  | 밤 한 톨이 어디에서 왔을까? | 류정식 | 류정식 | 윤근영 | 남부꾸러기            |
| 7번  | 제비꽃                      | 이준관 | 조희순 | 정다정 | 뜰에봄                |
| 8번  | 요콩내콩                    | 오남훈 | 오남훈 | 이정면 | 꿈이 크는 아이들      |
| 9번  | 항아리                      | 황옥진 | 성찬경 | 송정   | 남지빈                |
| 10번 | 개미친구들                  | 장은미 | 장은미 | 김만석 | 소리어울림 중창단     |
| 11번 | 밤밤 밤부리                 | 김영기 | 진성호 | 유태환 | 촐람생이들의 숨비소리 |
| 12번 | 콩베개                      | 조혜진 | 조혜진 | 원영석 | 하늘소리 중창단       |

우수상 : 요콩 내콩 (작곡 : 오남훈) / 콩베개 (작곡 : 조혜진)
최우수상 : 항아리 (작곡 : 성찬경)
대상 : 꼬르륵 냠냠 쿨쿨 (작곡 : 이은정)

### 2016 창작국악동요제
녹화일 : 2016년 8월 25일(목) 오후 5시
방송일 : 9월 14일(수) 오후 1시 20분 ~ 2시 40분 / KBS 1TV
장소 : 국립국악원 예악당
진행 : 조항리, 유지원, 유태평양
| 번호 | 곡명               | 작사   | 작곡   | 편곡   | 노래             |
| ---- | ------------------ | ------ | ------ | ------ | ---------------- |
| 1번  | 밥도둑             | 한초롱 | 윤학준 | 손다혜 | 또래 친구들      |
| 2번  | 속담사전           | 정수은 | 임수연 | 유민희 | 태양의 아이들    |
| 3번  | 나만 좋아해        | 정수은 | 정성우 | 김백찬 | 강린하           |
| 4번  | 사이좋은 우리 형제 | 김선미 | 박수연 | 유민희 | 원지한, 이유신   |
| 5번  | 이빠지는 날        | 고수진 | 고수진 | 박한규 | 김찬하, 임수현   |
| 6번  | 내 동생 걸음마     | 조경찬 | 조경찬 | 선중규 | 귀염둥이 중창단  |
| 7번  | 할머니 무릎베개    | 김민철 | 김민철 | 박한규 | 김도은, 성아림   |
| 8번  | 밥타령             | 한은선 | 손정아 | 유민희 | 꿈이 크는 아이들 |
| 9번  | 까만 집 하얀 집    | 김재한 | 김재한 | 김백찬 | 홍승효, 홍지효   |
| 10번 | 요술부채           | 한은선 | 최유경 | 박한규 | 샛별중창단       |
| 11번 | 메주가 주렁 주렁   | 한은선 | 류정식 | 손다혜 | 이서연, 최유은   |
| 12번 | 매미의 꿈          | 정수은 | 배인숙 | 선중규 | 소리어울림중창단 |

우수상 : 매미의 꿈 (작곡 : 배인숙) / 밥도둑 (작곡 : 윤학준)
최우수상 : 사이좋은 우리 형제 (작곡 : 박수연)
대상 : 메주가 주렁 주렁 (작곡 : 류정식)

## 같이 보기
- 국립국악원
- 누가누가 잘하나
- KBS 초록동요제
- KBS 창작동요대회
- MBC 창작동요제
- EBS 고운노래발표회
- 서덕출 창작동요제
- 고향의 봄 창작동요제
- 성남 박태현 전국 창작동요제
- 용인시 창작동요제
- 유니세프 국제어린이음악제 한국예선